# Neothysanis aloxogramma
Neothysanis aloxogramma är en fjärilsart som beskrevs av Louis Beethoven Prout 1932. Neothysanis aloxogramma ingår i släktet Neothysanis och familjen mätare. Inga underarter finns listade i Catalogue of Life.